# Dryobota furva
Dryobota furva är en fjärilsart som beskrevs av Eugen Johann Christoph Esper 1791. Dryobota furva ingår i släktet Dryobota och familjen nattflyn. Inga underarter finns listade i Catalogue of Life.